# カラギンスキー島
カラギンスキー島（カラギンスキーとう、ロシア語: Карагинский остров）は、ベーリング海のカラギンスキー湾にある島。カラギン島ともいう。リトケ海峡で隔てられ、カムチャツカ半島までの最短距離は27kmである。
行政上はロシアのカムチャツカ地方に所属する。無人島だがコリャーク人の伝統的な生活圏にあたり、トナカイの遊牧民が一時期を過ごす小屋がある。
面積2404平方km、全長108km、幅27km、最高地点は912m。矮林、低木林、ハンモックのツンドラ、草地が広がり、カバノキ、ハイマツ、ポプラ、スゲ属などの植物が生えている。夏には花が咲き乱れ、春にはウミスズメ科、カモメ科、ウ科などの鳥類が繁殖のために訪れる。1994年以降はラムサール条約に登録されており、大自然を目当てに観光客が訪れる。
カラギンスキー島の39km北には、全長4.3km、幅1.5kmの小島、ヴェルホトゥロフ島がある。